# A Century of Love
Chansons représentant la Moldavie au Concours Eurovision de la chanson
Fight
(2007) Hora din Moldova
(2009)
A Century of Love (en français, Un siècle d'amour) est la chanson représentant la Moldavie au Concours Eurovision de la chanson 2008. Elle est interprétée par Geta Burlacu.
La chanson participe d'abord à la première demi-finale le mardi 20 mai 2008. La chanson est la quatrième de la soirée, suivant Leto svet interprétée par Kreisiraadio pour l'Estonie et précédant Complice interprétée par Miodio pour la Saint-Marin.
À la fin des votes, elle obtient 12 points du jury professionnel, 8 points du comité et 10 points par le télévote, soit 36 points et finit à la douzième place sur dix-neuf participants. Elle ne fait pas partie des neuf premières chansons qualifiées pour le nombre de points ni est retenue par le jury.